# Anévrisme intracrânien
Pour les premières réactions opportunes en cas d'attaque cérébrale par anévrisme, voir Accident_vasculaire_cérébral#Premiers_secours.
 Mise en garde médicale
L'anévrisme intracrânien est une déformation de la membrane des artères du cerveau. Cette déformation prend le plus souvent la forme d'un sac, appelé sac anévrismal.

## Causes
L'origine de cette lésion est très variée. Le classement le plus couramment reconnu est étiologique :
- congénital, dégénératif ;
- infectieux ;
- disséquant ;
- post-traumatique ;
- inflammatoire.

La découverte d'un anévrisme se fait de façon fortuite lors d'un examen scanner ou plus gravement lors d'une hémorragie méningée.

## Signes précurseurs
Selon la société française de neuroradiologie, 5 % de la population aurait un anévrisme intra-cérébral. Lorsqu'il survient sans crier gare, il n'y a malheureusement souvent plus grand-chose à faire pour éviter la mort subite (la moitié des cas), cependant des signes précurseurs peuvent attirer l'attention dans les heures et même les jours qui précèdent l'accident, parmi ceux-ci :
- des maux de tête inhabituels ;
- des douleurs à l'œil ou dans la nuque ;
- des nausées voire des vomissements ;
- confusion, désorientation.

## Traitement
Les anévrismes cérébraux rompus relèvent de la neurochirurgie et de la neuroradiologie interventionnelle : après l'artériographie cérébrale, le neuroradiologue et le neurochirurgien élaborent le traitement qui doit être entrepris en urgence :
- soit l'intervention chirurgicale : trépanation et mise en place d'un clip au niveau du collet de l'anévrisme ;
- soit l'embolisation de l'anévrisme (endoprothèse, si les conditions sont remplies) à l'aide de coils (petits ressorts en platine), ce qui met la protubérance hors-circuit.

Le consensus n'est pas établi en cas de découverte d'un anévrisme non rompu : le traitement préventif n'est pas dénué de risque vital ou fonctionnel, et la décision doit se prendre au cas par cas. Dans tous les cas, la correction des facteurs de risque (hypertension artérielle et tabac) reste indispensable.
Après une rupture d'anévrisme, l'issue n'est pas forcément fatale : 2/3 des patients survivent, et environ 1/3 n'aura que des séquelles légères après sa phase de réadaptation. Mais le patient doit être traité en urgence, quelques heures à au plus 3 jours après le premier saignement, sinon une récidive survient très fréquemment.
Voir aussi :
- chirurgie classique (ciel ouvert) ;
- traitements endovasculaires ;
- et voir entre autres Nimodipine.